# Persona 5: The Animation
Persona 5: The Animation — аниме-сериал, созданный CloverWorks на основе видеоигры Persona 5 от Atlus. Режиссёром выступил Масаси Исихама, сценаристом — Синъити Иноцумэ. Томоми Исикава адаптировал оригинальный дизайн персонажей Сигэнори Соэдзимы. Сотрудник Atlus Кадзума Канэко создал оригинальные рисунки демонов, а композитор Сёдзи Мэгуро вновь написал музыку для Persona 5.
Сериал состоит из 26 серий и транслировался в Японии с апреля по сентябрь 2018 года, за ним последовали четыре специальных выпуска; один транслировался в декабре 2018 года, второй — в марте 2019 года, а ещё два релиза были связаны с изданием Blu-Ray в мае и июне 2019 года. Кроме того, перед выходом игры в сентябре 2016 года был показан специальный «нулевой эпизод» от A-1 Pictures, The Day Breakers. Сериал лицензирован в Северной Америке компанией Aniplex of America.

## Сюжет
Сюжет повторяет сюжет игры Persona 5 почти без изменений. Протагонист носит имя Рэн Амамия.

## Производство
В сентябре 2015 года во время сценического мероприятия Atlus на Tokyo Game Show было объявлено о выпуске аниме-спешла по Persona 5. В июле 2016 года было объявлено о названии специального выпуска: Persona 5: The Animation — The Day Breakers с Такахару Одзаки в качестве режиссёра, Синъити Иноцумэ в роли сценариста, Тосиюки Яхаги и Кэйты Мацумото в роли дизайнеров персонажей и A-1 Pictures в качестве студии. Премьера двадцатичетырёхминутного аниме состоялась 3 сентября 2016 года на Tokyo MX, а позже — на GTV, GYT и BS11. Компания Aniplex of America получила специальную лицензию в Северной Америке в октябре 2016 года.
Адаптация игры в 26-серийный аниме-телесериал была анонсирована в июле 2017 года, премьера состоялась в 2018 году. Производством анимации занималась студия CloverWorks. Режиссёром аниме-сериала является Масаси Исихама, сценарий вновь был написан Синъити Иноцумэ, в сериале представлены адаптированные персонажи и демоны из игры, созданные Томоми Исикавой и Кадзумой Канэко соответственно. Саундтрек был написан ведущим композитором игры Сёдзи Мэгуро, который как записал новый композиции, так и сделал аранжировку композиций из игры. Lyn, как и в случае игрой, исполняет песни для начальных и заключительных заставок сериала; вступительные темы — «Break In to Break Out» (1-13 серии) и «Dark Sun…» (14-26 серии), а финальные темы — «INFINITY» (2-16 серии), «Found the Light» (8 серия) и «Autonomy» (17-26 серии). Сериал транслировался на Tokyo MX и других сетях с 7 апреля по 30 сентября 2018 года.
Aniplex of America также лицензировала сериал в Северной Америке с одновременным его трансляцией на Crunchyroll. 29 сентября 2020 года Aniplex of America выпустила его на Blu-ray, включая английский дубляж, в котором актёры из игры воспроизводят свои роли. Несмотря на выпуск Blu-ray, английский дубляж был доступен в начале 18 августа в цифровом формате исключительно на Funimation, в котором на эту дату были доступны все 26 эпизодов, включая 2 дополнительных. Anime Limited приобрела домашнее видео и цифровые права на сериал для Соединённого Королевства. Channel 4 будет транслировать английский дубляж на своей платформе All 4 по запросу для Великобритании и Республики Ирландия.

### Список серий
| № | Название                                                    | Режиссёр                      | Дата премьеры    |
| --- | ----------------------------------------------------------- | ----------------------------- | ---------------- |
| 0 | «The Day Breakers»                                          | Такахару Одзаки               | 3 сентября 2016  |
| Призрачные Похитители Сердец, в состав которых входят Рэн «Джокер» Амамия, Моргана «Мона», Рюдзи «Череп» Сакамото, Энн «Пантера» Такамаки и Юсукэ «Лис» Китагава, крадут сердце лидера местной банды Кадзую Макигами, чтобы повлиять на его сознание. После этого пятеро планируют заняться своей следующей большой целью. |                                                             |                               |                  |
| 1 | «I am thou, thou art I»                                     | Масаси Исихама                | 8 апреля 2018    |
| Протагонист арестован и допрашивается прокурором Саэ Ниидзимой по поводу его действий в качестве лидера отряда Призрачных Похитителей. Он пересказывает ей события, начиная с апреля, когда он прибывает в Токио на годовой испытательный срок (защищая незнакомую женщину от нападок мужчины в костюме, он якобы ударил его, а те дали ложные показания полиции) и поселяется на чердаке кафе LeBlanc, которым владеет Содзиро Сакура, по просьбе клиента, знакомого родителей протагониста, согласившийся приютить подростка. В своём подсознании Рэн видит себя заключённым в Бархатной Комнате Игоря под охраной Каролины и Юстины. Игорь устанавливает на смартфон протагониста Навигатор по метавселенной. В свой первый день в школе «Сюдзин» он и его новый знакомый Рюдзи Сакамото оказываются во Дворце, который возглавляет искажённая версия Сугуру Камосиды, их учителя физкультуры. Столкнувшись с опасностью, Рэн пробуждает свою Персону Арсена. |                                                             |                               |                  |
| 2 | «Let's take back what's dear to you.»                       | Хитоми Эдзоэ                  | 15 апреля 2018   |
| Рэн и Рюдзи сбегают из дворца Камосиды с помощью загадочного кота Морганы. В школе Рэн узнает, что Камосида истязает своих учеников, а Рюдзи обвиняют в том, что он развалил команду по легкой атлетике. Когда двое возвращаются во Дворец, они встречают Моргану. Снова столкнувшись с искаженным Камосидой, Рюдзи пробуждает свою собственную Персону, капитана Кидда, в то время как Моргана помогает своей Персоной, Зорро. |                                                             |                               |                  |
| 3 | «A beautiful rose has thorns!»                              | Акихиса Сибата                | 22 апреля 2018   |
| Изучая Камосиду, Рэн узнает, что его одноклассницу, Энн Такамаки, шантажируют, чтобы её подруга Сихо Судзуи оставалась в волейбольной команде. На следующий день измученная жестоким обращением со стороны Сугуру Сихо спрыгивает с крыши школы и впадает в кому. Когда Рэн, Рюдзи и их одноклассник Юки Мисима обвиняют преподавателя в случившемся, тот угрожает исключить всех троих. Моргана, принявший форму говорящего кота, находит парней и сообщает им, что во Дворцах есть Сокровище — воплощение тёмных желаний человека, и, украв его, владельца можно изменить к лучшему. Рэн и Рюдзи изучают Дворец Камосиды. Энн подслушала разговор и случайно попала во Дворец вместе с парнями, где, повинуясь жажде мести за Сихо, пробудила Персону Кармен. Чтобы получить Сокровище Камосиды, группа отправляет учителю визитную карточку, адресованную от «Призрачных Похитителей Сердец». |                                                             |                               |                  |
| 4 | «Steal it, if you can»                                      | Сэйдзи Харада                 | 29 апреля 2018   |
| Возвращаясь во Дворец, чтобы украсть Сокровище Камосиды, Рэну удается нанять одну из патрулирующих Теней, Пикси, в качестве дополнительной Персоны. Достигнув Сокровища, банда сталкивается с искажённым Камосидой, который превращается в могучего монстра. Под руководством Игоря Рэн использует силу слияния, чтобы объединить Арсена и Пикси в новую Персону, позволяя Рюдзи украсть Сокровище Камосиды и ослабить его. После своего поражения искажённый Камосида раскаивается в своих действиях, и его Дворец исчезает, что, в свою очередь, заставляет настоящего Камосиду признать свои преступления и сдаться полиции. |                                                             |                               |                  |
| 5 | «The Phantoms»                                              | Тацума Минамикава             | 6 мая 2018       |
| Банда решила остаться Призрачными Похитителями, чтобы изменять чёрные сердца, и назвалась «Фантомами». После того, как Мисима создает «Призрачный Сайт», чтобы люди могли отправлять запросы к Похитителям, Моргана приводит всех в Мементос, общий Дворец для людей, чьи сердца не искажены настолько сильно, чтобы у них образовался собственный Дворец. Там они побеждают Тень сталкера. Рассказав, что потерял свои воспоминания, Моргана объясняет, что хочет достичь дна Мементоса, который расширяется, повинуясь растущей популярности Похитителей, и восстановить свою первоначальную форму. Позже, после того, как Рэн знакомится с детективом-школьником Горо Акэти, перед друзьями появляется подросток, следивший за Энн. |                                                             |                               |                  |
| 6 | «Our next target is...»                                     | Кадзуки Охаси                 | 13 мая 2018      |
| Юсукэ Китагава, студент факультета гуманитарных наук, который учится у художника Итирюсаи Мадарамэ, просит Энн стать моделью для его следующего произведения искусства. Тем временем президент школьного совета Макото Ниидзима с подозрением относится к группе друзей Рэна. Заметив комментарии на Призрачном Сайте о том, что Мадарамэ присваивает работы своих учеников, банда идет в студию Мадарамэ, чтобы поговорить с Юсукэ, который не выказывает ничего, кроме восхищения им. Первоначально предполагая, что комментарий был фейковым, банда обнаруживает, что у Мадарамэ есть свой Дворец, где они узнают, что он намеревается заимствовать работы Юсукэ, как и других своих учеников. В то время как Юсукэ утверждает, что позволяет Мадарамэ использовать его работу добровольно, банда узнает всю полноту преступлений Мадарамэ от одного из его бывших учеников, а также истинные чувства Юсукэ. |                                                             |                               |                  |
| 7 | «He is my other self»                                       | Юсукэ Маруяма                 | 20 мая 2018      |
| Желая изменить сознание Мадарамэ для дальнейшего доступа к его Дворцу, Энн отвлекает Юсукэ, в то время как Моргана получает доступ к секретной комнате Мадарамэ, разоблачая, что его самая известная картина, «Саюри», была им украдена. Случайно оказавшись во Дворце Мадарамэ, Юсукэ узнает, что художник ответственен за смерть его матери, что привело его к пробуждению своей Персоны, Гоэмона. |                                                             |                               |                  |
| 8 | «Put an end to all this and use your own artwork for once.» | Тосики Фукусима               | 27 мая 2018      |
| Похитители Сердец врываются во Дворец художника, чтобы украсть его Сокровище, но обнаруживают, что это ловушка. Сокровище обнаруживается в оригинальной «Саюри», нарисованной матерью Юсукэ. Мадарамэ побежден Похитителями и признаёт свои преступления в реальном мире, повышая репутацию Похитителей Сердец. После того, как Юсукэ стал Похитителем под кодовым именем Лис, он подарил «Саюри» Содзиро, чтобы тот повесил картину у себя в кафе. |                                                             |                               |                  |
| 9 | «Operation maid watch»                                      | Хитоми Эдзоэ                  | 3 июня 2018      |
| В ожидании следующей крупной цели Рэн и Рюдзи пробуют сомнительно выглядящую услугу горничной, и на вызов является их классный руководитель Садаё Каваками, тайно работающая «служанкой». Заметив, что бывшие товарищи по команде по лёгкой атлетике просят Рюдзи не подставлять их, Рэн спрашивает Каваками о подробностях того, что произошло между ним и Камосидой. Узнав, что новый советник команды по легкой атлетике, Ямаути, манипулирует игроками, распуская слухи, Рюдзи учится сдерживать свой гнев и примиряется с командой. |                                                             |                               |                  |
| 10 | «I want to see justice with my own eyes»                    | Кадзуки Охаси                 | 10 июня 2018     |
| Во время классной экскурсии на телевизионную станцию банда наблюдает за интервью с Горо Акэти, харизматичным третьегодкой, который в свободное время подрабатывает полицейским детективом. Он утверждает, что способность Призрачных Похитителей изменять сердца может быть использована во зло. Позже Макото узнаёт личности Призрачных Похитителей и шантажирует их записью, заявив, что она удалит её только в том случае, если они смогут изменить сердце преступного начальника мафии, который шантажирует школьников и продаёт им наркотики. Репортёр Итико Оя называет Рэну имя главаря мафии, Дзюнъя Канэсиро, и это помогает банде найти его Дворец: банк, летящий над районом Сибуя. |                                                             |                               |                  |
| 11 | «Let's be friends, shall we?»                               | Акихиса Сибата                | 17 июня 2018     |
| Когда Похитители обнаруживают, что не могут попасть во Дворец, пока он находится в воздухе, Макото, желая стать полезной, использует себя в качестве приманки, чтобы привести банду к Канэсиро, который шантажирует их компрометирующей фотографией. Макото, которая теперь считается клиентом банка Канэсиро, сопровождает остальных во Дворец Канэсиро, где пробуждает свою Персону, Иоанну. |                                                             |                               |                  |
| 12 | «I found the place where I belong»                          | Тацума Минамикава             | 24 июня 2018     |
| Во Дворце Канэсиро Похитители принимают Макото в банду под кодовым именем Королева. Открыв путь к Сокровищу, Похитители противостоят искажённому Канэсиро, воспользовавшись его слабостью к деньгам, чтобы победить его. Перед тем, как Дворец разрушается, Канэсиро сообщает Похитителям о человеке в чёрной маске, который может входить во Дворцы. |                                                             |                               |                  |
| 13 | «Dreams and Desires»                                        | Тосики Фукусима               | 1 июля 2018      |
| Потеряв вдохновение, Юсукэ просит Рэна побыть его телохранителем, пока сам будет черпать идеи из Мементоса, но его новая картина вызывает лишь резкую критику арт-дилера Акио Каванабэ. Тот предлагает Юсукэ финансовую поддержку, чтобы освободить его голову от ненужных проблем. Тем временем Акэти просит протагониста помочь найти против арт-дилера улики: по его мнению, Каванабэ причастен к каким-то нелегальным практикам и забирает весь доход от продажи картин подопечных. Когда благодаря поддержке друзей Юсукэ удается выйти из творческого кризиса, Рэн обнаруживает, что преступления совершал помощник Каванабэ, что позволило Акэти арестовать его. Получив похвалу за свою новую работу, Юсукэ отказывается от финансирования Каванабэ, чтобы идти своим путём. |                                                             |                               |                  |
| 14 | «What life do you choose?»                                  | Ёсифуми Сасахара              | 8 июля 2018      |
| Осматривая район Синдзюку с Рэном, Макото замечает ученицу школы «Сюдзин» по имени Эйко, которая работает в кафе сомнительного вида и подружилась с ней из-за их схожих вкусов в товарах. Обеспокоенная тем, что Эйко обманывает её парень Цукаса, Макото рассказывает Рэну о своем покойном отце, который был офицером полиции, и просит его о помощи. Сумев разоблачить Цукасу перед Эйко, Похитители Сердец побеждают его Тень в Мементосе, и Макото утверждается в желании пойти по стопам отца и стать полицейской. |                                                             |                               |                  |
| 15 | «I am Alibaba»                                              | Томохиса Тагути               | 15 июля 2018     |
| Таинственная группа хакеров Medjed публично угрожает Похитителям Сердец, после чего с протагонистом связывается некто Алибаба и обещает раскрыть личности Похитителей, если они не смогут изменить сердце человека по имени Футаба Сакура. Когда его просят встретиться лично, Алибаба внезапно отменяет запрос и просит Похитителей не искать Футабу. Узнав, что Футаба может быть дочерью Содзиро, который находится под давлением Саэ по поводу его родительского авторитета над ней, банда, получив угрозу от Medjed, что они атакуют Японию, если личности Призрачных Похитителей не будут раскрыты до 31 июля, тайно отправляются в дом Содзиро, чтобы попытаться лично встретиться с Футабой. |                                                             |                               |                  |
| 16 | «This place is my grave»                                    | Хитоми Эдзоэ                  | 22 июля 2018     |
| После того, как Содзиро заставёт банду у себя в доме, он объясняет Похитителям, что Футаба — его приёмная дочь: её настоящая мать Вакаба, с которой у него были тёплые отношения, несколько лет назад покончила с собой, несколькими месяцами ранее начав видеть галлюцинации. Хотя Содзиро умоляет друзей оставить Футабу в покое, банда решает помочь и изменить её сердце, обнаружив, что у неё есть Дворец. Посещая Футабу в начале школьных каникул, Похитители узнают, что она несколько лет не выходила из дома Содзиро, воспринимает его как гробницу и считает, что в нём же и умрёт. Группа проникает во Дворец Футабы и узнаёт об ухудшении её психического состояния. Обнаружив, что их путь заблокирован дверью в комнату Футабы, группа возвращается в реальность и убеждает её пригласить их внутрь. После ещё нескольких уговоров Футаба открывается и прямо просит банду изменить её сердце. |                                                             |                               |                  |
| 17 | «X Day»                                                     | Кадзуки Охаси                 | 29 июля 2018     |
| Получив доступ к ядру Дворца Футабы, Похитители Сердец сталкиваются с чудовищным сознанием Вакабы. Когда Футаба сама сумела войти во Дворец, её искажённая версия побуждает её вспомнить любовь Вакабы к ней, и Футаба понимает, что предсмертная записка матери была подделана людьми, укравшими её исследования когнитивной психологии. Получив в результате Персону Некрономикон, Футаба помогает Джокеру и его друзьям победить монстра. После того, как Футаба остановила Medjed, как и обещала, она просит Рэна помочь выяснить, кто убил Вакабу и украл её исследования. |                                                             |                               |                  |
| 18 | «I'll guide you to victory»                                 | Акихиса Сибата                | 5 августа 2018   |
| Теперь, когда Футаба стала одним из Похитителей Сердец под кодовым именем Оракул (Нави в Японии), банда пытается помочь ей улучшить свои социальные навыки, отведя девочку на пляж. Затем Футаба рассказывает, что исследование Вакабы по когнитивной психологии может быть связано с Дворцами, случаями умственного отключения и человеком в чёрной маске. По мере того, как с ростом популярности Призрачных Похитителей Мементос расширяется, Моргана теряет уверенность в том, действительно ли он человек, в то время как Энн обеспокоена проблемами на своей работе моделью. |                                                             |                               |                  |
| 19 | «Aloha»                                                     | Харумэ Косака                 | 12 августа 2018  |
| Нуждаясь в информации для поиска виновников психических отключений, банда просит Макото скопировать данные из ноутбука Саэ. На следующий день Похитители, которые учатся в Сюдзин, отправляются в школьную поездку на Гавайи, где протагонист приходит на помощь игроку в сёги Хифуми Того. Тем временем у Кобаякавы, директора школы Сюдзин, на пешеходном переходе произошло ментальное отключение, и его насмерть сбил грузовик. Данные расследования Саэ приводят банду к их следующей цели: ресторанному магнату Куникадзу Окумуре, чья компания якобы зарабатывала на тех, кто умер от ментальных отключений. Несмотря на то, что у Куникадзу есть Дворец, группа разделяется по вопросу о том, следует ли им нападать на космическую станцию. Во время обсуждения Моргана поссорился с Призрачными Похитителями и для того, чтобы насолить им и доказать свою силу, он решает сам напасть на Дворец Куникадзу. Однако там он столкнулся с неприятностями, но был спасён некой девушкой. |                                                             |                               |                  |
| 20 | «My name is Beauty Thief!»                                  | Томохиса Тагути               | 19 августа 2018  |
| Банда проникает во Дворец Куникадзу и обнаруживает, что Моргана объединился с девушкой, называющей себя Похитителем Красоты. На следующий день Похитители с помощью Макото узнают, что Похититель Красоты — это родная дочь магната, третьегодка Хару Окумура. Хару объясняет, что она стала Призрачным Похитителем и объединилась с Морганой, чтобы узнать правду о своём отце, так как подозревает его в совершении преступлений. Поскольку Моргана по-прежнему обижен на банду, они с Хару сбегают из Мементоса, но в районе Сибуя ему приходится защищать новую подругу от её жестокого жениха Сугимуры. Когда остальные приходят на помощь и успешно отпугивают Сугимуру, они отвозят Хару с Морганой в комнату Рэна. Моргана откровенно заявляет о своем желании воссоединиться с бандой, а Хару признаётся в том, что ненавидит Сугимуру. Окумура узнаёт, что Куникадзу решил ускорить её помолвку с Сугимурой. |                                                             |                               |                  |
| 21 | «You can call me "Noir"»                                    | Ёрифуса Ямагути               | 26 августа 2018  |
| Желая изменить сердце Окумуры, прежде чем она будет вынуждена переехать к Сугимуре, Хару решает помочь Джокеру и его друзьям продвинуться дальше по его Дворцу, пробуждая всю мощь своей Персоны, Миледи, и официально присоединяется к Похитителям, уже под кодовым именем Нуар. Найдя Сокровище, банда противостоит искажённому Окумуре и побеждает его армию роботов-служащих. Когда Похитители убегают из разрушающегося Дворца, искажённого Куникадзу убивает неизвестный. Не зная об этом, банда шокирована неожиданной смертью магната от ментального отключения во время пресс-конференции. |                                                             |                               |                  |
| 22 | «Is it our fault...?»                                       | Хитоми Эдзоэ                  | 2 сентября 2018  |
| Общественное мнение о Похитителях после смерти Куникадзу резко упало. Хару узнаёт о поддельной визитной карточке, подброшенной в офис Кобаякавы, и Похитители понимают, что их подставили. Саэ поручают расследование дела Похитителей. Футаба приходит к выводу, что кто-то подражал Medjed и взломал Призрачный Сайт специально, чтобы сделать Призрачных Похитителей популярнее. Энн зовёт Рэна на встречу с Сихо, которая благодарит их за своё спасение и напоминает им, почему они вообще стали Призрачными Похитителями. Впоследствии банда, обнаружив, что Мисима слишком одержим славой, которую ему приносит Призрачный Сайт, находит его Тень в Мементосе, но решает не уничтожать её, а подтолкнуть к размышлениям, чем помогают настоящему Мисиме встать на путь истинный. |                                                             |                               |                  |
| 23 | «How about a deal with me?»                                 | Кадзуки Охаси                 | 9 сентября 2018  |
| Ученики старшей школы «Сюдзин» единогласно голосуют за то, чтобы детектив Горо Акэти выступил в качестве приглашенного докладчика на фестивале культуры. Несмотря на весь риск, Макото использует встречу с Акэти, чтобы вытянуть из детектива информацию. В день фестиваля Горо рассказывает, что знает личности Призрачных Похитителей, и что он пробудил свою собственную Персону, сражаясь с человеком в чёрной маске. Предлагая помочь очистить имена Похитителей с помощью шантажа фотографий и видеозаписей, Акэти просит банду напасть вместе с ним на Дворец Саэ при условии, что это станет их последним делом. Детектив присоиденился к Похитителям под кодовым именем Ворон. |                                                             |                               |                  |
| 24 | «A challenge that must be won»                              | Харумэ Косака                 | 16 сентября 2018 |
| Пока банда пытается найти способ добраться до верхнего этажа казино Саэ, Содзиро, обнаруживший в комнате Футабы визитную карточку, оказывается под давлением Ёдзи Иссики, родного брата Вакабы, который требует от него деньги, или же тот подаст на него в суд, чтобы лишить родительских прав на Футабу и вернуть опекунство над ней себе. Горо помогает Рэну раскопать грязные дела Ёдзи, но тот обвиняет Рэна в нападении на него. Когда уполномоченные по правам ребёнка приходят допросить Содзиро, Рэну и Футабе удаётся заверить их, что Сакура — хороший опекун, после чего они признаются Содзиро в том, что они Призрачные Похитители. |                                                             |                               |                  |
| 25 | «Jealous Sinner»                                            | Томохиса Тагути Юсукэ Маруяма | 23 сентября 2018 |
| Рэн выигрывает деньги в битве в Колизее, чтобы получить доступ к мосту, ведущему к Сокровищу Саэ. Искажённая Саэ увеличивает тариф, но Горо удаётся использовать лазейку в системе платежных карт казино, чтобы получить нужную сумму и получить доступ к мосту. После того, как банде удается победить искажённую Саэ, Дворец окружают враги, не оставляя друзьям выбора, кроме как разделиться. |                                                             |                               |                  |
| 26 | «I won't let it end here»                                   | Масаси Исихама                | 30 сентября 2018 |
| После воссоединения с Арсеном, который призывает протагониста всё запомнить, Похитители терпят неудачу: герой оказывается схвачен полицией, и сюжет возвращается к начальной сцене допроса. В его конце Рэн, вспомнив важную беседу с Морганой и Футабой, просит Саэ показать свой телефон Акэти. Тот заходит в комнату для допроса после Ниидзимы, показавшей ему экран смартфона, после чего раскрывает свои истинные намерения и убивает протагониста выстрелом из пистолета в голову, после чего кладет пистолет ему в руку, имитируя самоубийство. Но голос после титров спрашивает: «Поверили?» |                                                             |                               |                  |
| 27 (SP 1) | «Dark Sun...»                                               | Кадзуки Охаси Хитоми Эдзоэ    | 30 декабря 2018  |
| В новостях рассказывают о самоубийстве главаря Призрачных Похитителей. Саэ привозит протагониста живым в LeBlanc, где его ждут Содзиро и взволнованные Призрачные Похитители Сердец. Банда объясняет, что воспользовалась когнитивным миром Саэ, в котором была комната для допросов, идентичная настоящей. В дополнение к инсценировке смерти Рэна Похитители подтвердили свои подозрения в том, что Горо их предаст и что именно он вызывает ментальные отключения. Ещё летом, когда класс Джокера ездил на экскурсию в телестудию, Моргана проголодался и предложил поесть блинчиков, что услышал Акэти и предложил пойти с ними. Моргану слышат только те, кто уже побывал в Метареальности, а это означает, что детектив уже там был и знал как о её существовании, так и о том, что Джокер и его друзья и есть Похитители Сердец. Однако серым кардиналом является восходящий политик и кандидат в премьер-министры Масаёси Сидо, откровенный критик нынешнего правительства Японии и Призрачных Похитителей. Увидев его лицо, протагонист узнал в нём человека, из-за которого получил судимость. Во время выборов банда нападает на его Дворец, круизный корабль, плывущий по затопленному Токио. Там они встречают Горо, который раскрывает Похитителям правду: он и есть человек в чёрной маске, а также внебрачный сын Сидо от проститутки. При жизни, она выгоняла его из дома, когда к ней приходили клиенты. После смерти матери Горо рос в негуманных детских домах. Узнав о своём происхождении, Горо решил отомстить отцу за то, что тот бросил его и испортил ему жизнь. Акэти впадает в бешенство, пробуждает свою вторую персону Локи и пытается убить Похитителей. Когда это ему не удаётся, детектив жертвует собой, чтобы спасти Похитителей от своей собственной искажённой версии, умоляя Джокера украсть сердце ненавистного отца. Протагонист обещает детективу, что сделает это, после чего Тени расстреливают Горо. После смерти детектива Похитители наконец сталкиваются с искажённым Сидо. Джокер и его друзья побеждают искажённого Сидо и заставляют политика публично сознаться во всех своих преступлениях, а также попросить у протагониста прощения за то, что тот разрушил ему будущее. Несмотря на успех группы, сторонники Сидо продолжают настраивать общество против Призрачных Похитителей. |                                                             |                               |                  |
| 28 (SP 2) | «Stars and Ours»                                            | Масаси Исихама                | 23 марта 2019    |
| Пока доверие к Призрачным Похитителям падает, Джокер и его друзья решаются на последнюю работу: украсть сокровище из Мементоса — коллективного сознания человечества и «общего Дворца». Успех будет означать изменение взглядов публики в целом, но Метареальность изчезнет вместе с бандой. Однако Сокровище Мементоса, Святой Грааль, разумно и стремится поработить человечество и контролировать его сознание. Грааль объединяет Метареальность с реальностью и манипулирует мнением человечества, чтобы стереть членов банды, однако Джокер просыпается в Бархатной Комнате. После слияния Каролины и Юстины обратно в их первоначальную форму, Лавенцу, «Игорь» раскрывает, что он и есть замаскированный Святой Грааль и уходит покорить реальность, в то время как настоящий Игорь освобождается из заточения. Остальные члены банды, как оказалось, тоже появились в камерах Бархатной Комнаты. Рэн освобождает друзей и напоминает им, почему они стали Похитителями, мотивируя их двигаться дальше. Похитители узнают, что Моргана родился в Бархатной Комнате и является созданием Игоря. Группа клянётся спасти мир, победив Святой Грааль, чья истинная форма — это Ялдабаоф, бог, олицетворяющий лень человечества. В канун Рождества Джокер и его друзья побеждают Ялдабаофа при помощи вызова Сатанаэля, ультимативной персоны протагониста и освобождают человечество. Так как Моргана является частью Метареальности, он исчезает вместе с ней. Сидо опускается в глазах публики и проигрывает выборы, а Рэн сдаётся полиции, чтобы дать показания против него, и до конца испытательного срока его сажают в тюрьму. Месяц спустя протагонист возвращается к Содзиро доживать оставшееся время в столице Японии. Когда вернулся Джокер, внезапно вернулся и Моргана, который навсегда остаётся говорящим котом. Ещё месяц спустя Похитители Сердец все вместе везут протагониста в родной город, но перед этим в последний раз проводят время на море. Моргана остаётся жить у Рэна. |                                                             |                               |                  |
| OVA1 | «Proof of Justice»                                          | Масаси Исихама                | 29 мая 2019      |
| Протагонист обнаруживает, что Горо написал «доказательство справедливости» в сборнике кроссвордов, и исследует места их встреч, бильярдную и Джаз Джин, чтобы понять, что это означает, вспоминая при этом, как Акэти доверился ему. Позже он обнаруживает, что «доказательство справедливости» — это название популярного игрушечного пистолета, и понимает, что он олицетворяет желание Акэти стать героем. Вернувшись домой, Рэн заново размышляет над тем, что для него «доказательство справедливости». На следующее утро в новостях рассказывают, что Сидо был госпитализирован, в результате чего Рэн вместе со своими друзьями в тревоге начинает расследование. |                                                             |                               |                  |
| OVA2 | «A Magical Valentine's Day»                                 | Масаси Исихама                | 26 июня 2019     |
| Показаны сценарии, в которых протагонист проводит День святого Валентина со своими любовными интересами, в том числе и с Рюдзи. В финальном сценарии все девушки избивают его на следующий день после того, как он проводит вечер с Рюдзи, находясь под впечатлением, что он им изменяет. Сцена после титров включает дополнительный сценарий, в котором Рэн вместе с Саэ посещает оперный концерт. |                                                             |                               |                  |

## Критика
Джо Баллард пишет на сайте CBR что анимация выглядит небрежно сделанной на скорую руку, сюжет скомкан, зато личности и характеры главных персонажей были переданы весьма точно. Он отмечает, что аниме будет приятно смотреть поклонникам игровой серии, уже знающим сюжет, но не привлечёт новую аудиторию.
Издание USGamer негативно восприняло адаптацию персонажа Джокера, назвав его более тихим и скучным в сравнении с протагонистом Ю Наруками из Persona 4: The Animation.